# Søren Keiser-Nielsen
Søren Kejser-Nielsen, född den 27 september 1856, död den 8 februari 1926, var en dansk politiker.
Keiser-Nielsen blev teologie kandidat 1882, var kyrkoherde på Lolland 1891-1913, medlem av Folketinget 1909-20 för Radikale Venstre och kultusminister i Carl Theodor Zahles regering 1913-16. Keiser-Nielsen förmådde inte lösa tidens kyrkopolitiska uppgifter, och ministeriet delades 1916 i två, varpå Keiser-Nielsen övertog posten som undervisningsminister fram till 1920.